# Blepharita letheus
Blepharita letheus là một loài bướm đêm trong họ Noctuidae.